# Reinhard Breinburg
Reinhard Breinburg (Purmerend, 2 mei 1984) is een Arubaans-Nederlands voetballer afkomst die als verdediger speelde. Hij is een neef van voetballer Ronald Breinburg.

## Carrière
Zijn voetbalopleiding heeft hij genoten bij Feyenoord. Hij was aanvoerder bij Jong Feyenoord en zat in het seizoen 2003/04 enkele keren op de bank bij het eerste team maar debuteerde niet. In de voorbereiding op het seizoen 2004/05 trainde hij bij Excelsior maar werd niet aan de selectie toegevoegd. Hierna speelde hij op huurbasis voor FC Dordrecht. In 2005 is hij  geschorst geweest nadat hij was betrapt op gebruik van cannabis. In 2006 nam Dordrecht hem over van Feyenoord. Na het vertrek van aanvoerder Cecilio Lopes in januari 2007 droeg Breinburg de aanvoerdersband voor de rest van het seizoen. Breinburg krijgt tijdens wedstrijden veel kaarten, in het seizoen 2006/07 kreeg hij elf gelen en één rode kaart. Na het seizoen 2007/08 zou Breinburg vertrekken naar een andere club. Maar omdat hij geen andere club kon vinden, bleef hij op amateurbasis bij Dordrecht. In 2009 kreeg hij opnieuw een contract.
Na seizoen 2010/2011 en 2011/2012 bij Topklasser BVV Barendrecht gespeeld te hebben, ging Breinburg naar Quick Boys. In de zomer van 2014 vertrok hij naar SV Dakota op Aruba.
Hij bleef op Aruba en werd daar jeugdtrainer en ook hoofdtrainer van SV La Fama.

## Interlands
Breinburg was Nederlands jeugdinternational. In 2011 werd Breinburg geselecteerd voor het nationale elftal van Aruba. Hij speelde tien officiële interlands. In 2012 won hij met het nationale elftal de 3e editie van de ABCS-toernooi.